# Bolborhachium keithi
Bolborhachium keithi är en skalbaggsart som beskrevs av Henry Fuller Howden 1985. Bolborhachium keithi ingår i släktet Bolborhachium och familjen Bolboceratidae. Inga underarter finns listade.